# Kuba-Rundfahrt 1979
Die Kuba-Rundfahrt 1979 war ein Etappenrennen für Amateure. Es war die 14. Austragung der Kuba-Rundfahrt. Gesamtsieger wurde Carlos Cardet aus Kuba.

## Teilnehmer
Am Start waren Radrennfahrer aus sieben Ländern. Beteiligt waren Nationalmannschaften aus der Sowjetunion, der Tschechoslowakei, Costa Rica, Jamaika, Mexiko, Venezuela und Kuba. Dazu kamen einige regionale Teams aus Kuba.

## Rennen
Die Rundfahrt führte über 12 Etappen durch alle kubanischen Provinzen von Baracoa nach Güines. Eröffnet wurde das Rennen mit einem Prolog. Eine Vorentscheidung fiel bereits auf der 2. Etappe, die über einen Anstieg von 18 Kilometern Länge zum Gran Piedra führte. Cardet kam in der Spitzengruppe an und errang einen bereits größeren Vorsprung in der Gesamtwertung, die noch sein Landsmann Luis Sanchez anführte. Erst nach der letzten Etappe übernahm Cardet die Gesamtführung. Überschattet wurde die Rundfahrt vom tragischen Tod des mexikanischen Nationaltrainers Agustín Alcántara und seines Fahrers, die an den Folgen eines Autounfalls verstarben.

## Etappen
Die Rundfahrt führte über insgesamt zwölf Etappen und wurde mit einem Prolog begonnen. Es gab ein Mannschaftszeitfahren.
Prolog 3,2 Kilometer: Sieger Sergei Nikitenko, Sowjetunion
1. Etappe 153 Kilometer: Sieger Carlos Cardet, Kuba
2. Etappe 114 Kilometer: Sieger Luis Sanchez, Kuba
3. Etappe 153 Kilometer: Sieger Lorenzo Pedraza, Kuba
4. Etappe 75 Kilometer (Mannschaftszeitfahren): Sowjetunion
5. Etappe 166 Kilometer: Eugenio Ferrer, Kuba
6. Etappe 116 Kilometer: Anatoli Jarkin, Sowjetunion
7. Etappe 169 Kilometer: Alexander Awerin, Sowjetunion
8. Etappe 68 Kilometer: Milan Jurčo, Tschechoslowakei
9. Etappe 158 Kilometer: Alexander Awerin, Sowjetunion
10. Etappe 154 Kilometer: Reynaldo Cabrera, Kuba
11. Etappe 127 Kilometer: Maximo Padron, Kuba
12. Etappe 118 Kilometer: Sergei Nikitenko, Sowjetunion

## Einzelwertung
| Platz | Name                | Mannschaft  | Zeit       |
| ----- | ------------------- | ----------- | ---------- |
| 1.    | Carlos Cardet       | Kuba        | 35:37:06 h |
| 2.    | Jorge Antonio Pérez | Kuba        | + 3:22 min |
| 3.    | Luis Sanchez        | Kuba        | + 3:53 min |
| 4.    | Sergei Nikitenko    | Sowjetunion | + 4:07 min |
| 5.    | José Martínez       | Kuba        | + 4:36 min |
| 6.    | Edilberto Rodriguez | Kuba        | + 5:15 min |
| 7.    | Aldo Arencibia      | Kuba        | + 6:07 min |
| 8.    | Said Husseinow      | Sowjetunion | + 6:46 min |
| 9.    | Jorge Gómez         | Kuba        | + 7:31 min |
| 10.   | Aavo Pikkuus        | Sowjetunion | + 9:13 min |

### Mannschaftswertung
Die Mannschaftswertung gewann die kubanische Nationalmannschaft vor der Sowjetunion und der Tschechoslowakei.

### Punktewertung
Die Punktewertung gewann der Kubaner Reynaldo Cabrera.

### Kombinationswertung
Diese Sonderwertung (Punktewertung und Zwischensprints) gewann Aldo Arencibia aus Kuba.

### Bergwertung
Sieger der Bergwertung wurde der sowjetische Fahrer Sergei Suchorutschenkow, der die Rundfahrt im Vorjahr gewonnen hatte.